# Wolfgangsee (Dieburg)
Der Wolfgangsee ist ein künstliches Stillgewässer in der Gemeinde Dieburg im Landkreis Darmstadt-Dieburg in Hessen..

## Geographie
Der Wolfgangsee ist maximal circa 175 m lang und maximal circa 115 m breit, seine Wasserfläche beträgt circa 2,0 ha.
Im Wolfgangsee befinden sich zwei kleine Inseln.
Der See wird durch Grundwasser und Regenwasser gespeist.
Am Nordufer befindet sich die namensgebende Kapelle St. Wolfgang.